# Joel Embiid
Joel Hans Embiid, né le 16 mars 1994 à Yaoundé au Cameroun, est un joueur américano-français de basket-ball évoluant au poste de pivot. Né au Cameroun, il détient depuis 2022 les nationalités française et américaine.
En 2014, il est drafté en 3e position par les 76ers de Philadelphie, et manque les deux premières saisons en National Basketball Association (NBA) à cause de blessures et de plusieurs opérations. Il fait ses débuts en NBA lors de la saison 2016-2017. La saison suivante, il participe à son premier All-Star Game. Il est le premier joueur camerounais et français à être élu meilleur joueur (MVP) de la saison NBA 2022-2023.
Fin 2023, Embiid annonce son choix de représenter les États-Unis en compétitions internationales. Avec cette sélection nationale, il remporte la médaille d'or aux Jeux olympiques de 2024 à Paris.

## Biographie

### Enfance et jeunesse
Embiid est né à Yaoundé, au Cameroun. Son père, Thomas Embiid, est handballeur et colonel de l'armée camerounaise. Sa mère, Christine, est femme au foyer.
Joel n'avait jamais envisagé une carrière dans le basket-ball professionnel, encore moins aux États-Unis. Son destin semblait plutôt prédestiné à une carrière de joueur de volley-ball. En effet, son père, qui souhaitait voir son fils progresser dans le volley-ball professionnel en Europe, estimait que le basket-ball était un sport dangereux, et que ça pourrait le blesser et affecter une potentielle future carrière de volleyeur.
À l'âge de 15 ans, Joel Embiid découvre le basket-ball. Pris de passion après avoir visionné des DVD de matchs de joueurs tels que Hakeem Olajuwon, Joel commence la pratique. Bien que son père ait initialement refusé, il finit par donner son autorisation après avoir été convaincu par l'un de ses oncles.
Joel est repéré pour la première fois lors d'un camp de basket-ball organisé par le joueur camerounais de NBA, Luc Mbah a Moute. C'est aussi la première fois qu'il dispute un vrai match. Rapidement détecté par son compatriote, Joel Embiid déménage aux États-Unis à l'âge de 16 ans afin de se consacrer entièrement à sa carrière.

### Carrière universitaire (2013-2014)
Classé sixième meilleur joueur de la promotion 2013, Joel Embiid est formé au lycée en Floride d'abord à Montverde Academy où il est alors remplaçant de Dakari Johnson plus âgé ; c'est à The Rock School, autre école privée floridienne qu'il se dirige pour gagner en temps de jeu, soutenu par son entraineur Justin Harden, lequel loue son grand sens du jeu au basket-ball, malgré sa pratique récente et son travail autour des techniques de pivot d'Olajuwon. Embiid marque alors treize points, prend dix rebonds et fait deux contres de moyenne en 2012-2013.
Convoité par nombre de grosses universités, dont la toute proche Université de Floride entrainée par Billy Donovan, Embiid intègre les Jayhawks du Kansas. En janvier 2014, il est prédit comme futur numéro un de la draft 2014 de la NBA mais envisage de rester en NCAA encore une ou plusieurs saisons pour progresser,.
Début février, Embiid se blesse au dos lors de la deuxième mi-temps du match contre les Mountaineers de la Virginie-Occidentale et manque le match du 15 février face à TCU. Le 1er mars, il se blesse de nouveau face à Oklahoma State. Il est laissé au repos pour les deux derniers matchs de la saison. Le 23 mars, Kansas est éliminé dès le deuxième tour de la March Madness. Après cette élimination, il se laisse le temps de la réflexion quant à son inscription à draft de la NBA.
Le 27 mars, il se présente à la draft 2014 de la NBA. Sa cote baisse alors à cause de ses problèmes de dos.
Le 21 mai, la lottery pick attribue le premier choix de la draft aux Cavaliers de Cleveland. Aussitôt, les Cavaliers s'intéressent à Embiid et l'intérêt est réciproque. Le 28 mai, il déclare être à 100 % de ses moyens. Le 11 juin, il effectue un premier work-out avec Cavaliers. Le 17 juin, il est toujours le favori de la draft. Les Cavaliers de Cleveland semblent décidés à le sélectionner.
Le 19 juin, il se blesse au pied droit et manque ainsi quelques événements avant la draft. Quelques heures plus tard, une fracture de fatigue au pied droit lui est diagnostiquée. Sa saison 2014-2015 est écourtée. Il se fait opérer le 20 juin. À la suite de cette annonce, sa cote baisse : il descend en 4e position attribuée au Magic d'Orlando, en 6e position aux Celtics de Boston ou même en 7e position aux Lakers de Los Angeles. Finalement, son absence est estimée entre quatre et six mois. Opéré du pied, il ne peut être présent à la draft. Jabari Parker, un autre candidat à la draft, lui rend visite à l'hôpital. Alors qu'il n'a pas participé à leur séance d'évaluation, les Bucks de Milwaukee refusent de le sélectionner.

### Carrière professionnelle

#### 76ers de Philadelphie (depuis 2014)

##### 2014-2016: deux premières saisons sans jouer
Il est sélectionné par les 76ers de Philadelphie en 3e position et ne joue pas durant la saison 2014-2015.
Le 12 juillet 2015, les Sixers informent qu'Embiid manquera une seconde saison puisqu'il doit subir une nouvelle opération du pied droit.

##### 2016-2017: débuts en NBA
Le 27 octobre 2016, après deux ans sans jouer, il fait ses débuts en NBA lors de la défaite des 76ers contre le Thunder (97-103), le Camerounais inscrit 20 points et prend 7 rebonds en 22 minutes. Joel Embiid a des moyennes de 20,2 points, 7,8 rebonds, 2,1 passes décisives et 2,5 contres, ce qui est une vraie surprise pour ce rookie des 76ers. Plusieurs personnes le voient comme le nouveau Hakeem Olajuwon de cette génération. Il ne joue que quelques matchs et les 76ers perdent plusieurs fois. L'équipe n'accède pas aux playoffs avec une saison décevante de 28 victoires pour 54 défaites.

##### 2017-2018: première sélection au All-Star Game
Le 15 novembre 2017, Embiid compile 46 points, 15 rebonds, 7 passes et 7 contres en 34 minutes de jeu, battant son record de points et de contres en carrière.
Le 18 janvier 2018, il est nommé parmi les titulaires au NBA All-Star Game 2018, devenant le premier joueur des 76ers à être titulaire depuis Allen Iverson lors de la saison 2009-2010, et le premier All-Star des 76ers depuis Jrue Holiday en 2013.

##### 2018-2019: nouvelle blessure et déception en playoffs
Le 20 mars 2019, lors de la victoire de son équipe contre Boston 118 à 115, il établit son nouveau record de lancers francs (20/21) ainsi que de rebonds avec 22 prises.

##### 2019-2020: élimination au premier tour des playoffs
Le 28 janvier 2020, dans la victoire face aux Warriors de Golden State, Joel Embiid inscrit 24 points en portant le numéro 24 en hommage à Kobe Bryant, la star des Lakers décédée dans la journée du 26 janvier à la suite du crash de son hélicoptère. Embiid demande à légende des Sixers Bobby Jones, qui avait vu son numéro 24 retiré auparavant par la franchise et ne pouvait donc plus être porté, l'autorisation de porter ce numéro de manière exceptionnelle. Bobby Jones accepte à la condition unique que Joel soit dur en défense (citation de l'anglais; "I told Joel to play hard defense [...]") car selon lui, c'est ce que le numéro 24 représente.
Le 25 février 2020, contre les Hawks d’Atlanta, il bat son record de points en carrière avec 49 points. Le 19 février 2021, il bat son record de points avec 50 points contre les Bulls de Chicago.

##### 2020-2021: deuxième meilleur joueur de la saison
En 2020-2021, les 76ers sont renforcés par les arrivées de Seth Curry et Danny Green, ce qui équilibre l'équipe et permet à Embiid d'avoir davantage d'espaces et de contrôler la raquette seul. La franchise se positionne en tête de la ligue en début de saison et Embiid devient un postulant pour le titre de MVP. Le 20 février 2021, Embiid réalise un double-double en marquant 50 points, son record en carrière et en prenant 17 rebonds dans la victoire des 76ers 112 à 105 contre les Bulls de Chicago.
Embiid termine la saison régulière avec la meilleure moyenne de points de sa carrière, 28,5 points, 10,6 rebonds et 2,8 passes décisives en 51 matches joués, permettant aux 76ers de finir la saison à la deuxième place de la conférence Est. Il se place à la deuxième place des votes pour le MVP de la saison.
Le 8 juin, Embiid bat son record de points en playoffs avec 40 points auxquels il ajoute 13 rebonds, lors d'une victoire durant le second tour contre les Hawks d'Atlanta. Philadelphie perd la série en sept matches malgré les bonnes statistiques d'Embiid : 30,4 points, 12,7 rebonds et 3,9 passes décisives.

##### 2021-2022: meilleur marqueur du championnat
Lors de la saison 2021-2022, il termine pour la première fois de sa carrière meilleur marqueur de la ligue avec (30,6) points de moyenne. Il devient ainsi le premier joueur non-américain à gagner cette distinction et le premier pivot depuis Shaquille O'Neal en 1999-2000. Embiid termine deuxième au titre de MVP, derrière Nikola Jokić des Nuggets de Denver.
À la fin de la saison 2021-2022, Embiid termine deuxième au titre de MVP, remporté de nouveau par Nikola Jokić.
Les Sixers se qualifient pour les playoffs 2022 mais Embiid se déchire un ligament du pouce droit au premier tour face aux Raptors de Toronto (victoire 4-2 dans la série). Embiid continue à jouer et doit se faire opérer une fois la saison terminée,. Lors de la même série, Embiid souffre d'une commotion cérébrale et d'une fracture de l'os frontal au niveau de l'orbite droite. Les Sixers sont éliminés au tour suivant (4-2) par le Heat de Miami. Embiid se fait opérer du pouce droit en mai.

##### 2022-2023: MVP et meilleur marqueur de la saison
Le 13 novembre 2022, dans une victoire face au Jazz de l'Utah, il inscrit 59 points, prend 11 rebonds, réalise 8 passes décisives et 7 contres pour devenir le premier joueur de l'histoire à compiler plus de 50 points, 10 rebonds, 5 passes et 5 contres sur un match.
À la fin de la saison 2022-2023, il termine meilleur marqueur de la saison régulière avec 33,1 points de moyenne par match. Le 3 mai 2023, il est élu MVP de la saison régulière, devançant notamment le double MVP en titre le Serbe Nikola Jokić.
Il mène son équipe vers une victoire 4-0 au premier tour des playoffs contre les Nets de Brooklyn. Les 76ers affrontent les Celtics de Boston lors du deuxième tour et sont éliminés 4-3.

##### 2023-2024
Le 22 janvier 2024, il inscrit 70 points face aux Spurs de San Antonio et devient le meilleur marqueur des Sixers sur une rencontre, devançant Wilt Chamberlain et ses 68 points, le 16 décembre 1967, contre les Bulls de Chicago.
Le 30 janvier 2024, Embiid se blesse lors d'une rencontre face aux Warriors de Golden State. Il se fait opérer du ménisque latéral du genou gauche. En avril, son printemps est perturbé par la maladie de Bell.

##### 2024-2025
Embiid est blessé au genou gauche en début de saison. Il joue de manière sporadique (19 rencontres au total) avant de renoncer à jouer lors de cette saison à partir de fin février en raison de son genou. Il est opéré du genou gauche en avril 2025.

## Style de jeu
Sa grande taille lui permet d'être efficace en défense et sa mobilité est un point fort en attaque. Avant la draft 2014 de la NBA, il est comparé à Hakeem Olajuwon et Tim Duncan. De plus, son tir à 3 points (33,7 % en carrière à l'issue de la saison 2022-2023) est efficace pour un pivot. Il est doté d'une puissance et d'une très bonne adresse sous et dos au panier (jeu au poste).

## Palmarès et distinctions

### En NBA
- Most Valuable Player (MVP) en 2023.
- 7 sélections au All-Star Game en 2018, 2019, 2020, 2021, 2022, 2023 et en 2024.
- 4 fois All-NBA Second Team en 2018, 2019, 2021 et 2022.
- All-NBA First Team en 2023.
- NBA All-Rookie First Team en 2017.
- 3 fois NBA All-Defensive Second Team en 2018, 2019 et 2021.
- 1er MVP camerounais
- 2e Africain ayant remporté le titre de MVP
- 2e au vote du MVP lors de la saison 2020-2021 et 2021-2022
- Meilleur marqueur de la saison 2021-2022 et saison 2022-2023

### En équipe nationale
- Médaille d'or aux Jeux olympiques de 2024.

### À l'université
- All-Big 12 Defensive Player of the Year (2014)
- All-Big 12 Second Team (2014)
- Big 12 All-Defensive Team (2014)
- Big 12 All-Newcomer Team (2014)

## Statistiques

### Universitaires
Les statistiques en matchs universitaires de Joel Embiid sont les suivantes :
| Saison    | Équipe | Matchs | Titul. | Min./m | % Tir | % 3pts | % LF | Rbds/m. | Pass/m. | Int/m. | Ctr/m. | Pts/m. |
| --------- | ------ | ------ | ------ | ------ | ----- | ------ | ---- | ------- | ------- | ------ | ------ | ------ |
| 2013-2014 | Kansas | 28     | 20     | 23,1   | 62,6  | 20,0   | 68,5 | 8,11    | 1,36    | 0,89   | 2,57   | 11,18  |

### Professionnelles

#### Saison régulière
Légende :
| MVP de la saison | Leader de la ligue |

| Saison        | Équipe        | Matchs | Titul. | Min./m | % Tir | % 3pts | % LF | Rbds/m. | Pass/m. | Int/m. | Ctr/m. | Pts/m. |
| ------------- | ------------- | ------ | ------ | ------ | ----- | ------ | ---- | ------- | ------- | ------ | ------ | ------ |
| 2016-2017     | Philadelphie  | 31     | 31     | 25,4   | 46,6  | 36,7   | 78,3 | 7,81    | 2,13    | 0,87   | 2,45   | 20,23  |
| 2017-2018     | Philadelphie  | 63     | 63     | 30,4   | 48,3  | 30,8   | 76,9 | 10,95   | 3,16    | 0,63   | 1,76   | 22,94  |
| 2018-2019     | Philadelphie  | 64     | 64     | 33,7   | 48,4  | 30,0   | 80,4 | 13,59   | 3,66    | 0,72   | 1,91   | 27,52  |
| 2019-2020     | Philadelphie  | 51     | 51     | 29,5   | 47,7  | 33,1   | 80,7 | 11,63   | 2,98    | 0,88   | 1,27   | 22,98  |
| 2020-2021     | Philadelphie  | 51     | 51     | 31,1   | 51,3  | 37,7   | 85,9 | 10,57   | 2,84    | 0,98   | 1,35   | 28,45  |
| 2021-2022     | Philadelphie  | 68     | 68     | 33,8   | 49,9  | 37,1   | 81,4 | 11,71   | 4,18    | 1,13   | 1,46   | 30,57  |
| 2022-2023     | Philadelphie  | 66     | 66     | 34,6   | 54,8  | 33,0   | 85,7 | 10,15   | 4,15    | 1,00   | 1,70   | 33,08  |
| 2023-2024     | Philadelphie  | 39     | 39     | 33,6   | 52,9  | 38,8   | 88,3 | 11,00   | 5,60    | 1,20   | 1,70   | 34,70  |
| 2024-2025     | Philadelphie  | 19     | 19     | 30,2   | 44,4  | 29,9   | 88,2 | 8,20    | 4,50    | 0,70   | 0,90   | 23,80  |
| Total         | Total         | 452    | 452    | 31,9   | 50,1  | 33,9   | 82,8 | 11,00   | 3,70    | 0,90   | 1,60   | 27,70  |
| All-Star Game | All-Star Game | 5      | 5      | 26,1   | 62,3  | 44,0   | 75,0 | 9,40    | 2,20    | 0,60   | 0,80   | 23,80  |

Mise à jour le 18 avril 2025

#### Playoffs
| Saison | Équipe       | Matchs | Titul. | Min./m | % Tir | % 3pts | % LF | Rbds/m. | Pass/m. | Int/m. | Ctr/m. | Pts/m. |
| ------ | ------------ | ------ | ------ | ------ | ----- | ------ | ---- | ------- | ------- | ------ | ------ | ------ |
| 2018   | Philadelphie | 8      | 8      | 34,8   | 43,5  | 27,6   | 70,5 | 12,62   | 3,00    | 0,88   | 1,75   | 21,38  |
| 2019   | Philadelphie | 11     | 11     | 30,4   | 42,8  | 30,8   | 82,2 | 10,45   | 3,36    | 0,73   | 2,27   | 20,18  |
| 2020   | Philadelphie | 4      | 4      | 36,1   | 45,9  | 25,0   | 81,4 | 12,25   | 1,25    | 1,50   | 1,25   | 30,00  |
| 2021   | Philadelphie | 11     | 11     | 32,4   | 51,3  | 39,0   | 83,5 | 10,55   | 3,36    | 1,00   | 1,45   | 28,09  |
| 2022   | Philadelphie | 10     | 10     | 38,5   | 48,8  | 21,2   | 82,0 | 10,70   | 2,10    | 0,40   | 0,80   | 23,60  |
| 2023   | Philadelphie | 9      | 9      | 37,4   | 43,1  | 17,9   | 90,5 | 9,80    | 2,70    | 0,70   | 2,80   | 23,70  |
| 2024   | Philadelphie | 6      | 6      | 41,4   | 44,4  | 33,3   | 85,9 | 10,80   | 5,70    | 1,20   | 1,50   | 33,00  |
| Total  | Total        | 59     | 59     | 35,3   | 45,9  | 28,9   | 82,8 | 10,90   | 3,10    | 0,80   | 1,70   | 24,90  |

## Records lors d'une rencontre en NBA
Les records personnels de Joel Embiid en NBA sont les suivants, :
| Record de la franchise |

| Type de statistique        | Saison régulière | Saison régulière            | Saison régulière | Playoffs | Playoffs                | Playoffs      |
| Type de statistique        | Record           | Adversaire                  | Date             | Record   | Adversaire              | Date          |
| -------------------------- | ---------------- | --------------------------- | ---------------- | -------- | ----------------------- | ------------- |
| Points                     | 70               | Spurs de San Antonio        | 22 janvier 2024  | 50       | Knicks de New York      | 25 avril 2024 |
| Paniers marqués            | 24               | Spurs de San Antonio        | 22 janvier 2024  | 14       | @ Wizards de Washington | 29 mai 2021   |
| Paniers tentés             | 41               | Spurs de San Antonio        | 22 janvier 2024  | 29       | Knicks de New York      | 22 avril 2024 |
| Paniers à 3 points réussis | 6                | @ Trail Blazers de Portland | 28 décembre 2017 | 5        | Knicks de New York      | 25 avril 2024 |
| Paniers à 3 points tentés  | 13               | @ Bucks de Milwaukee        | 17 mars 2019     | 9        | Knicks de New York      | 22 avril 2024 |
| Lancers francs réussis     | 23               | @ Knicks de New York        | 27 février 2022  | 19       | Knicks de New York      | 25 avril 2024 |
| Lancers francs tentés      | 27               | @ Knicks de New York        | 27 février 2022  | 21       | Knicks de New York      | 25 avril 2024 |
| Rebonds offensifs          | 9                | 3 fois                      | 3 fois           | 7        | @ Hawks d'Atlanta       | 18 juin 2021  |
| Rebonds défensifs          | 18               | @ Wizards de Washington     | 5 décembre 2019  | 19       | @ Hawks d'Atlanta       | 14 juin 2021  |
| Rebonds totaux             | 22               | Celtics de Boston           | 20 mars 2019     | 21       | @ Hawks d'Atlanta       | 14 juin 2021  |
| Passes décisives           | 13               | Bucks de Milwaukee          | 4 avril 2019     | 10       | Knicks de New York      | 30 avril 2024 |
| Interceptions              | 5                | 2 fois                      | 2 fois           | 3        | 2 fois                  | 2 fois        |
| Contres                    | 7                | 2 fois                      | 2 fois           | 6        | @ Nets de Brooklyn      | 20 avril 2019 |
| Balles perdues             | 9                | Hornets de Charlotte        | 19 mars 2018     | 9        | Knicks de New York      | 30 avril 2024 |
| Minutes jouées             | 49               | Thunder d'Oklahoma City     | 15 décembre 2017 | 48       | Knicks de New York      | 30 avril 2024 |

- Double-double : 340 (dont 38 en playoffs et 1 en play-in)
- Triple-double : 9 (dont 1 en playoffs)

Dernière mise à jour : 11 février 2025

## Salaires
| Année       | Équipe      | Salaire       |
| ----------- | ----------- | ------------- |
| 2014-2015*  | 76ers       | 4 427 640 $   |
| 2015-2016   | 76ers       | 4 626 960 $   |
| 2016-2017   | 76ers       | 4 826 160 $   |
| 2017-2018   | 76ers       | 6 100 266 $   |
| 2018-2019   | 76ers       | 25 467 250 $  |
| 2019-2020   | 76ers       | 27 504 630 $  |
| 2020-2021   | 76ers       | 29 542 010 $  |
| 2021-2022   | 76ers       | 31 579 390 $  |
| 2022-2023   | 76ers       | 33 616 770 $  |
| 2023-2024   | 76ers       | 47 607 350 $  |
| Total Gains | Total Gains | 215 298 426 $ |
| 2024-2025   | 76ers       | 51 415 938 $  |
| 2025-2026   | 76ers       | 55 224 526 $  |
| 2026-2027   | 76ers       | 59 033 114 $  |
| 2027-2028   | 76ers       | 64 302 336 $  |
| 2028-2029   | 76ers       | 69 065 472 $  |

Note : * Pour la saison 2014-2015, le salaire moyen d'un joueur évoluant en NBA est de 4 500 000 $.

## Vie privée et familiale

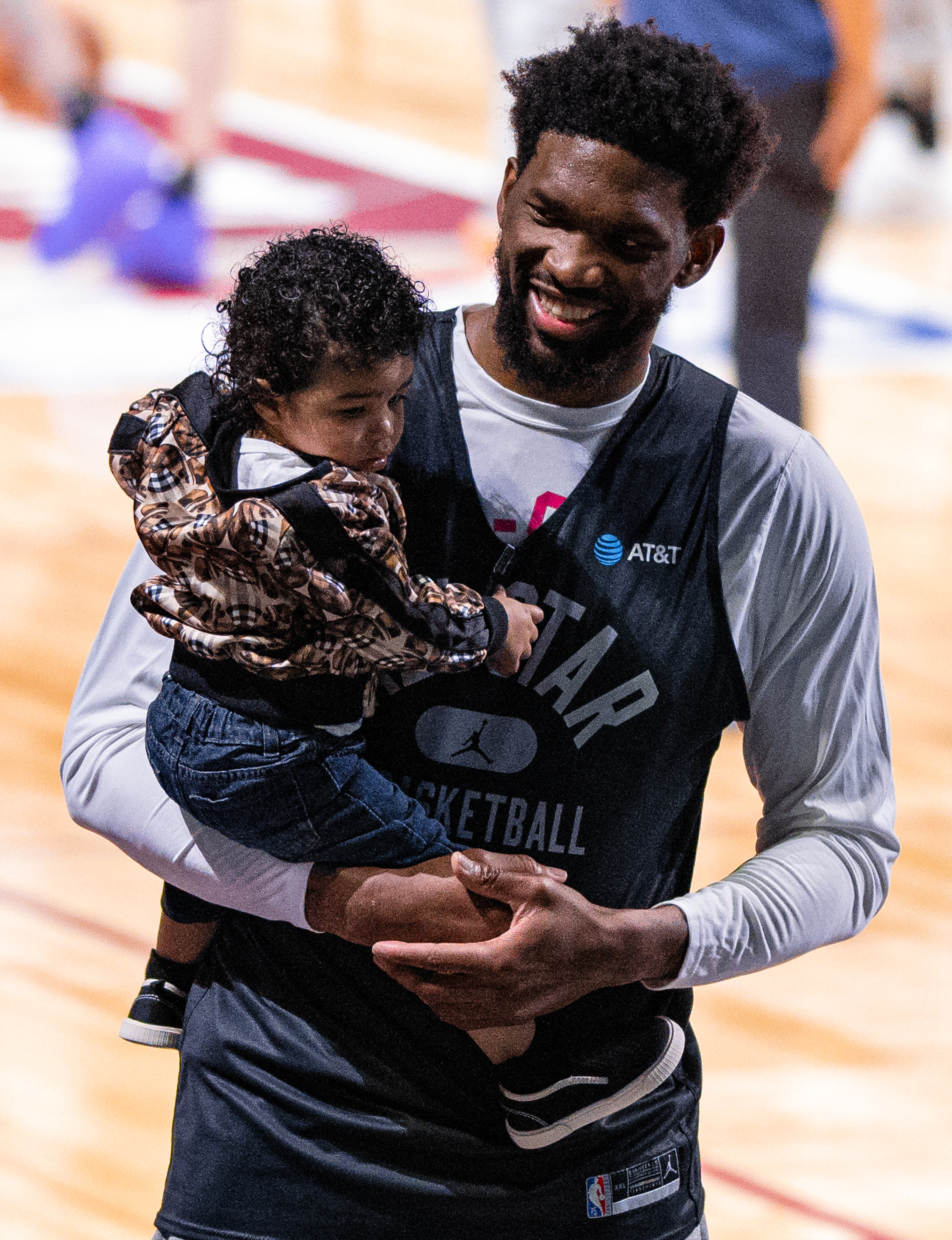
Joel Embiid avec un enfant lors du week-end des All-Stars de la NBA en 2022 au Rocket Mortgage FieldHouse de Cleveland.

### Famille
Joel a deux frères et sœurs, Muriel et Arthur. Ce dernier meurt le 16 octobre 2014, alors âgé de treize ans, renversé par une voiture au Cameroun.
Joel est en couple avec la mannequin brésilienne Anne De Paula. En 2020, Arthur Elijah De Paula Embiid est né de cette relation.

### Nationalité
En mai 2022, il est annoncé que Joel Embiid a déposé une demande pour obtenir la nationalité française. Selon l'ancien international français et actuel manager général de l'équipe de France Boris Diaw, Embiid souhaiterait jouer avec l'équipe de France. Embiid est naturalisé en juillet 2022,. L'obtention de sa nouvelle citoyenneté suscite une certaine controverse au sein de la sélection.
En septembre 2022, il est annoncé que Joel Embiid est naturalisé américain ,. L'encadrement de l'équipe des États-Unis cherche aussi à ce qu'Embiid joue avec Team USA,. En octobre 2023, Embiid annonce sa décision de jouer pour l'équipe nationale américaine aux Jeux olympiques d'été de 2024.
En avril 2024, une lettre adressée par Embiid à Emmanuel Macron, président de la république française, en octobre 2021 est divulguée. Dans celle-ci, Embiid déclare souhaiter être sélectionnable par la France et ne souhaiter jouer pour aucune autre équipe nationale que la sélection française,. En juillet 2024, dans une interview au New York Times, Embiid affirme avoir été contacté au téléphone par Emmanuel Macron pour le convaincre de jouer pour l'équipe de France.